# سم روباردز
سَم روباردز (انگلیسی: Sam Robards؛ زادهٔ ۱۶ دسامبر ۱۹۶۱) بازیگر اهل ایالات متحده آمریکا است. وی از سال ۱۹۸۰ میلادی تاکنون مشغول فعالیت بوده است.
از فیلم‌ها یا برنامه‌های تلویزیونی که وی در آن نقش داشته است، می‌توان به زیبای آمریکایی، هوش مصنوعی، ضایعات جنگ، بچه را بگیر، دیرشکوفا، چراغ‌های روشن، شهر بزرگ، کیرا کجاست؟، تصنیف جو کوچولو و ریباند اشاره کرد.